# ورا بابون
ورا جورج موسی بابون ((به عربی: فيرا جورج موسى بابون)؛متولد ۶ اکتبر ۱۹۶۴) رئیس کنونی شهرداری بیت لحم در فلسطین از نوامبر ۲۰۱۲، نخستین زنی است که این پست را عهده می‌گیرد. وی همچنین پست رئیس کانون هدایت و تربیت خانواده و کودک را عهده دار شده است.